# بيل إيوينغ
بيل إيوينغ (بالإنجليزية: Bill Ewing)‏ هو منتج أفلام وكاتب سيناريو ومخرج أمريكي، ولد في 1950.

## وصلات خارجية
- بيل إيوينغ على موقع IMDb (الإنجليزية)
- بيل إيوينغ على موقع ألو سيني (الفرنسية)
- بيل إيوينغ على موقع أول موفي (الإنجليزية)
- بيل إيوينغ على موقع قاعدة بيانات الأفلام السويدية (السويدية)
- بيل إيوينغ على موقع قاعدة بيانات الفيلم (الإنجليزية)
- بيل إيوينغ على موقع كينوبويسك (الروسية)